# Eulophinusia
Eulophinusia is een geslacht van vliesvleugeligen uit de familie Eulophidae. De wetenschappelijke naam van dit geslacht is voor het eerst geldig gepubliceerd in 1913 door Girault.

## Soorten
Het geslacht Eulophinusia omvat de volgende soorten:
- Eulophinusia argentifasciata (Girault, 1915)
- Eulophinusia auritibiae (Girault, 1925)
- Eulophinusia cavendishi (Girault, 1915)
- Eulophinusia circumjecta (Girault, 1913)
- Eulophinusia cydippe Girault, 1913
- Eulophinusia dei (Girault, 1922)
- Eulophinusia eja (Girault, 1921)
- Eulophinusia facies (Girault, 1915)
- Eulophinusia fasciatifrons (Girault, 1913)
- Eulophinusia hyatti (Girault, 1915)
- Eulophinusia indica (Jaikishan Singh & Khan, 1997)
- Eulophinusia keralensis Narendran, 2011
- Eulophinusia multiguttata (Girault, 1915)
- Eulophinusia murarriensis (Girault, 1922)
- Eulophinusia pearsoni (Girault, 1915)
- Eulophinusia sannio (Girault, 1913)
- Eulophinusia spenceri (Girault, 1913)
- Eulophinusia thoreauini (Girault, 1915)
- Eulophinusia variguttata (Girault, 1916)